# Joandomènec Ros i Aragonès
Joandomènec Ros i Aragonès   (Barcelona, 8 de març de 1946) és un biòleg català, catedràtic de la Universitat de Barcelona. Va ser president de l'Institut d'Estudis Catalans (IEC) entre el 2013 i el 2021, i és rector de la Universitat Catalana d'Estiu de 2015 ençà.

## Biografia
Doctor en biologia per la Universitat de Barcelona, és catedràtic d'Ecologia des del 1986. Ros ha treballat en el departament d'Ecologia de la UB i també de la Universitat de Múrcia. És especialista en biologia i ecologia d'organismes i comunitats bentòniques en el medi marí, aspectes sobre els quals ha publicat una dotzena de llibres, així com articles en diverses revistes científiques. El seu camp de treball també s'ha centrat en la conservació de la natura i l'ecologia general.
Ha estat director del grup de recerca Ecologia del Zoobentos Marí a la Universitat de Barcelona, integrat en el Laboratori Europeu Associat de Ciències del Mar. Igualment, ha col·laborat amb la Generalitat de Catalunya dins el Consell de Protecció de la Natura i ha coordinat la Càtedra UNESCO de Medi Ambient i Desenvolupament Durable a la Universitat de Barcelona. Fou director del Programa de Ciències del Mar de la Universitat de la Mediterrània i director del programa Estratègia catalana per a la conservació i l'ús sostenible de la diversitat biològica promogut per l'Institut d'Estudis Catalans. Igualment, ostentà la presidència de la Universitat Catalana d'Estiu entre el 2001 i el 2008 i fou guardonat amb la Medalla Narcís Monturiol al mèrit científic i tecnològic per la Generalitat de Catalunya l'any 2006.
El 2009 va ser nomenat vicepresident de l'IEC, organització de la qual és membre des de 1990 i on havia ocupat el càrrec de secretari general entre els anys 2005 i 2009. El 10 de juny de 2013 prengué el relleu a Salvador Giner al capdavant de la presidència de la institució. El 2015 torna a ser rector de la Universitat Catalana d'Estiu.